# 八面乡
八面乡，是中华人民共和国吉林省白城市通榆县下辖的一个乡镇级行政单位。

## 行政区划
八面乡下辖以下地区：
八面村、四家子村、新建村、四平村、阳光村、宏大村、荣华村和明兴村。